# Megillina voeltzkowi
Megillina voeltzkowi is een keversoort uit de familie lieveheersbeestjes (Coccinellidae). De wetenschappelijke naam van de soort is voor het eerst geldig gepubliceerd in 1909 door Weise.